# Euxoa impexa
Euxoa impexa là một loài bướm đêm trong họ Noctuidae.